# Scientific celebrity
Scientific celebrities (engl. wissenschaftliche Berühmtheiten) sind Forscher, deren Einfluss über die Wissenschaftskreise hinausreicht. Kang und Lee (2016) unterscheiden den Begriff Scientific celebrity von Star scientist. Letztere seien sehr produktive Forscher, die Top 0,75 % der Beitragenden zur Datenbank GenBank, sind anerkannt in der Wissenschaftlergemeinde, finden aber keine Beachtung in den Massenmedien. Ein Scientific Celebrity erhält jedoch zusätzlich diese Aufmerksamkeit durch die Medien, wie Stephen Hawking.
Nach Kang und Lee (2016) haben Scientific celebrities großen Einfluss auf die Entwicklung ihres Fachgebiets. In ihrer Studie analysieren sie den Fall des Forschers Hwang Woo-suk, der durch seine bahnbrechenden Veröffentlichung in Südkorea zu einer Berühmtheit wurde, dessen Arbeiten aufgrund von Scientific misconduct später jedoch auch zurückgezogen wurden. Nach Hwangs Veröffentlichung in der Fachzeitschrift Science erklärte die südkoreanische Regierung den Biotechnologiesektor zur „nationalen strategischen Industrie für die nächsten 15 Jahre“. Der Fall des Forschers ereignete sich so schnell wie sein Aufstieg als seine Täuschung entdeckt wurde. Kang und Lee (2016) erörtern dabei in ihrer Studie intensiv den institutionellen Kontext.
Kang und Lee (2016) kamen zu dem Ergebnis, dass Scientific celebrities einen positiven Übertragungseffekt bezüglich Wissensgenerierung auf andere Wissenschaftler erzeugen. In ihrer Arbeit beobachteten sie, dass die Anzahl der Patentanmeldungen durch andere Forscher des Biotechnologiesektors, die Anzahl der neuen Wissenschaftler in dem Feld und Regierungsförderungen sowie Biotechnologie-Patente im Allgemeinen, stärker zunahmen, nachdem Hwangs Fehlverhalten bemerkt wurde als bevor (1994–2005). Das zeigt, dass der Einfluss eines Scientific celebrities anhält, auch nachdem das Ansehen ruiniert ist. Allerdings merken Kang und Lee (2016) an, dass die Mehrzahl der Patente aus Südkorea stammt. So könnte die Anzahl der Patente aus anderen Länder in dem spezifischen Feld auch gesunken sein. Kang und Lee (2006) untersuchten auch den Einfluss von Star scientists, konnten aber keine Korrelation mit der Wissensgenerierung feststellen.
Ein Scientific celebrity ist außerdem zu unterscheiden von Autoren und Moderatoren, die über wissenschaftliche Themen aufklären, bspw. Patrick Moore, David Attenborough und Ranga Yogeshwar. Diese sind eher bekannt durch Fernsehsendungen und Reden anstatt für ihren Beitrag zur Wissenschaft.
Kang und Lee (2016) merken an, dass das Konzept des scientific celebrity noch sehr jung sei und es noch keine einheitliche akademische Definition gäbe.